# Zvi Aharoni
Zvi Aharoni (en hébreu : צבי אהרוני), né Hermann Arndt le 6 février 1921 à Francfort-sur-l'Oder et mort le 26 mai 2012 en Angleterre, est un agent israélien du Mossad qui a contribué à la capture du nazi Adolf Eichmann.

## Biographie
Il émigre en Palestine mandataire en 1938. Après avoir travaillé pour l'armée britannique, il entre aux services secrets israéliens avec comme mission la traque des anciens nazis.
C'est lui qui identifie « Ricardo Klement » comme étant Adolf Eichmann à Buenos Aires en 1960. Cette identification et son arrestation permettront son jugement par la suite.